# Baciu
Baciu (in ungherese Kisbács) è un comune della Romania di 8393 abitanti, ubicato nel distretto di Cluj, nella regione storica della Transilvania.
Il comune è formato dall'unione di 7 villaggi: Baciu, Corușu, Mera, Popești, Rădaia, Săliștea Nouă, Suceagu.
Dal 2008 è parte integrante della Zona metropolitana di Cluj Napoca.

## Storia
Nella zona di Baciu sono stati ritrovati reperti che testimoniano la presenza di un insediamento umano fin dal Neolitico.
Altre ricerche hanno portato alla scoperta di ruderi e reperti di epoca Romana, in particolare tre vasi funerari e diverse costruzioni che ospitavano i cavatori di pietra che lavoravano nelle cave della zona; ricerche ancora successive hanno portato alla scoperta dei resti di una necropoli e di tracce della strada che univa Napoca a Porolissum.
Il primo documento in cui è citata Baciu, con il nome Boach, risale al 1263.